# Picaïta
La picaïta és un mineral de la classe dels fosfats. Rep el nom de la cultura Pica, qui van ocupar el desert d'Atacama des del 900-1500 aC, inclosa la zona al voltant de la localitat tipus.

## Característiques
La picaïta és un arsenat de fórmula química NaCa[AsO₃OH][AsO₂(OH)₂]. Va ser aprovada com a espècie vàlida per l'Associació Mineralògica Internacional l'any 2018, sent publicada per primera vegada el 2019. Cristal·litza en el sistema monoclínic. La seva duresa a l'escala de Mohs és 3,5.
Els exemplars que van servir per a determinar l'espècie, el que es coneix com a material tipus, es troben conservats a les col·leccions mineralògiques del Museu d'Història Natural del Comtat de Los Angeles, a Los Angeles (Califòrnia) amb el número de catàleg: 67257 i 67285.

## Formació i jaciments
Va ser descoberta a la mina Torrecillas, a la localitat de Salar Grande, a la província d'Iquique (Regió de Tarapacá, Xile), on es troba en forma de fulles gruixudes de fins a 1 mm de longitud aproximadament, típicament en intercreixements paral·lels. Es tracta de l'únic indret de tot el planeta on ha estat descrita aquesta espècie mineral.